# Miasta Sint Maarten
Według danych oficjalnych pochodzących z 2001 roku Sint Maarten (holenderskie terytorium zamorskie) posiadał 8 miejscowości o ludności przekraczającej 200 mieszkańców. Stolica kraju Philipsburg znajduje się dopiero na 6 miejscu. Lower Prince's Quarter jako jedyne miasto liczyło ponad 8 tys. mieszkańców; 2 miasta z ludnością 5÷8 tys. oraz reszta miejscowości poniżej 5 tys. mieszkańców.

## Największe miejscowości na Sint Maarten
Największe miejscowości na Sint Maarten według liczebności mieszkańców (stan na 01.01.2006):
| L.p. | Miasto                 | Terytorium zależne | Liczba ludności |
| ---- | ---------------------- | ------------------ | --------------- |
| 1.   | Lower Prince's Quarter | Sint Maarten       | 8 123           |
| 2.   | Cul de Sac             | Sint Maarten       | 7 880           |
| 3.   | Cole Bay               | Sint Maarten       | 6 046           |
| 4.   | Upper Prince's Quarter | Sint Maarten       | 4 020           |
| 5.   | Little Bay             | Sint Maarten       | 2 176           |

## Alfabetyczna lista miejscowości na Sint Maarten

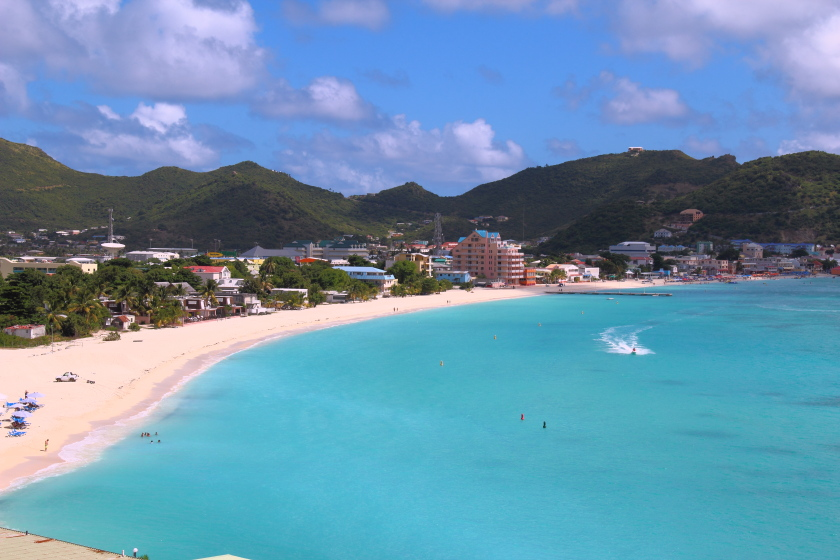
Phillipsburg

Spis miejscowości Sint Maarten:
- Cole Bay
- Cul de Sac
- Little Bay
- Low Lands
- Lower Prince's Quarter
- Philipsburg
- Simpson Bay
- Upper Prince's Quarter